# フィブロネクチンI型ドメイン

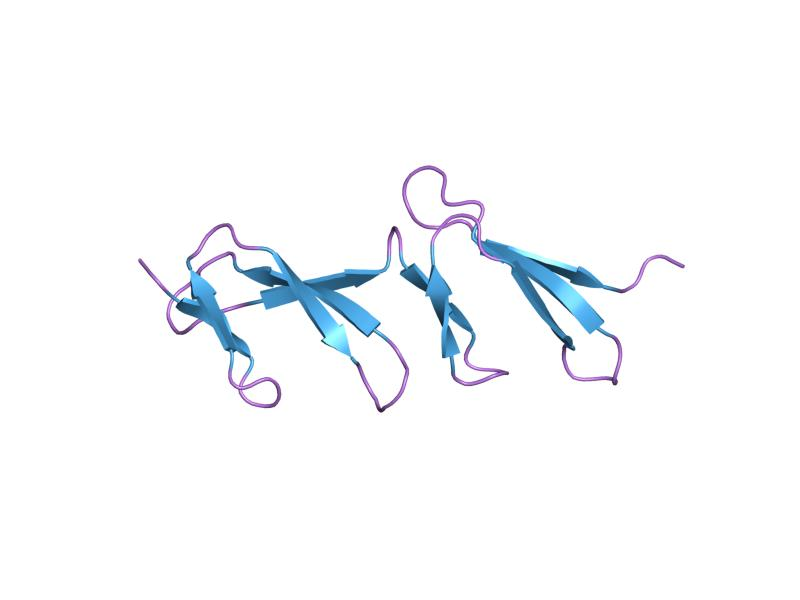
フィブロネクチンI型ドメイン（Jawahar Swaminathan and MSD staff at the European Bioinformatics Institute）

フィブロネクチンI型ドメイン（フィブロネクチン いちがた ドメイン 英: Fibronectin type I domain、Fibronectin type I module、Fibronectin type I repeat、FNI、FN1）は、最初、フィブロネクチン(タンパク質)内部のポリペプチドの繰返し構造として発見された。その後、他のタンパク質に類似ドメインが見つかった。しかし、フィブロネクチンIII型ドメインと異なり、脊索動物にしか存在しない。さらに、縦列したフィブロネクチンI型ドメインはフィブロネクチンにしか存在しない。
1つのフィブロネクチンI型ドメインは、アミノ酸約40個からなり、2個のシステインがS–S 結合（ジスルフィド結合）を介してつながったシスチンを2つもつ。三次構造も解明されている。

## 用語
フィブロネクチンIII型ドメインをFN3と略称する場合があるように、フィブロネクチンI型ドメインをFN1と略称する場合もあるが、通常、FN1はフィブロネクチン全体を指す。
ドメイン（domain）という用語は、もう少し大きいかたまりに対して用いることが多い（例：ヘパリン結合ドメイン）。この場合、本項目に該当する用語は、「モジュール（module）」、あるいは「繰返し（repeat）」の方が妥当である。その場合、1つのドメイン（domain）は数個の「モジュール（module）」（あるいは「繰返し（repeat）」）で構成されることになる。

## 発見
1973年、タンパク質・フィブロネクチンが発見された。
1983年、デンマーク・オーフス大学のトーベン・ピーターセン（Torben E. Petersen）らは、タンパク質化学の手法でフィブロネクチンの一次構造の解析をし、まだ半分（推定1,880個の内、911個）しか解析が終わっていなかったが、論文として発表した。半分の解析ではあったが、フィブロネクチンの一次構造に3種類の内部ホモロジーが存在することを発見した。フィブロネクチンI型ドメイン、フィブロネクチンII型ドメイン、フィブロネクチンIII型ドメインと命名し、それぞれ、9個、2個、4個確認した。
解析が半分しか終わっていないのに論文を発表したのは、この頃、簡便・迅速なDNAシークエンシングから一次構造を決定する手法が世界の研究室に導入され始めていたためである。タンパク質化学の手法で全一次構造の決定をするには、さらに3年の年月が必要だった。
1986年、デンマーク・オーフス大学のグループは、タンパク質化学の手法でフィブロネクチンの全一次構造を決定した。その時、フィブロネクチンI型ドメインを12個と発表した。
一方、タンパク質化学での発表の翌年の1984年、やはりというべきか、米国・マサチューセッツ工科大学のリチャード・ハインズの研究室が、DNAシークエンシングから、フィブロネクチンの全一次構造を決定した。フィブロネクチンI型ドメイン、フィブロネクチンII型ドメイン、フィブロネクチンIII型ドメインを確認した。

## このドメインを持つヒト・タンパク質
フィブロネクチン;    第XII因子（ハーゲマン因子）
肝細胞増殖因子活性化因子 （HGFAC）;     組織プラスミノーゲン活性化因子;